# 토니 모이어
토니 모이어(Tawny Moyer, 1957년 3월 30일 ~ )는 미국의 배우, 텔레비전 배우, 영화배우이다.
샌디에이고에서 태어났다.

## 영화
- 땡크 헤븐 (2001년)
- LA 신드롬 (1987년)
- 할로윈 2 - 저주받은 병실 (1981년)